# Reynaldo Hahn
Reynaldo Hahn (n. 9 august 1874, Caracas, Venezuela – d. 28 ianuarie 1947, Paris, Franța) a fost un compozitor, dirijor și pianist francez de origine venezueleană. Este cunoscut mai ales pentru muzica sa vocală, în special pentru melodiile sale (mélodies), care au devenit repertoriu standard pentru cântăreți de artă.

## Biografie
Hahn a fost un copil-minune, începând să studieze muzica la o vârstă fragedă și compunând primele sale opere la vârsta de zece ani. Familia sa s-a mutat la Paris când avea doar treisprezece ani, unde și-a continuat studiile muzicale și a intrat în cercul artistic al timpului său. A devenit rapid cunoscut în cercurile muzicale pariziene, fiind susținut de compozitori precum Jules Massenet și Charles Gounod.
Muzica lui Hahn este adesea caracterizată de frumusețea melodică, sensibilitatea poetică și eleganța sa subtilă. A compus numeroase cântece, operete, muzică de cameră și opere, dar este cel mai bine cunoscut pentru melodiile sale, care au capturat esența stilului muzical francez al epocii sale. Printre cele mai cunoscute lucrări ale sale se numără "Si mes vers avaient des ailes" și "L'heure exquise".
Pe lângă activitatea sa ca compozitor, Hahn a fost și un dirijor de succes și un pianist talentat. A colaborat cu numeroși artiști de marcă ai timpului său, inclusiv cu celebrități literare precum Marcel Proust și Sarah Bernhardt.
Reynaldo Hahn a lăsat o amprentă semnificativă în lumea muzicii franceze și este adesea considerat unul dintre cei mai importanți compozitori de melodiile romantice franceze.